# موتور شمارة سة كشت علوفة (دهسرد)
موتور شمارة سة کشت علوفة (بالإنجليزية: Mowtowr-e Shomareh-ye Seh Kesht Alufeh)‏ هي منطقة سكنية تقع في إيران في كرمان.